# Chiesa di Santa Maria della Neve (Castelfranco Emilia)
La chiesa di Santa Maria della Neve è la parrocchiale di Rastellino, frazione di Castelfranco Emilia in provincia di Modena. Appartiene al vicariato di Persiceto – Castelfranco dell'arcidiocesi di Bologna e risale al XV secolo.

## Storia
Nell'anno 888 questo luogo di culto fu citato per la prima volta e venne descritto come dipendente dagli abati di Nonantola, in territorio modenese e, in precedenza, legata alla diocesi di San Giovanni in Persiceto, in territorio bolognese. Verso l'anno 1000 il luogo di culto godeva di un certo prestigio e la struttura aveva buone dimensioni con due cappelle nella sala, una delle quali sarebbe stata distrutta due secoli più tardi.
Nel 1404 la chiesa fu dotata di altare maggiore. Da quel momento e sino all'Ottocento fu legata alla chiesa di San Michele Arcangelo di Nonantola. Nel 1645 la nobile famiglia Pepoli di Bologna si interessò della chiesa e la contessa Barbara Piatesi Pepoli fece erigere la cappella con dedicazione a sant'Antonio da Padova. Nel 1822 la giurisdizione ecclesiastica mutò, ed entrò a far parte dell'arcidiocesi di Bologna e nei decenni successivi venne restaurata.
La struttura originaria venne riedificata nel 1884 su progetto di Vincenzo Brighenti e l'orientamento del luogo di culto fu modificato con la costruzione di una nuova facciata.

## Descrizione

### Esterno
L'edificio è posizionato in posizione periferica rispetto al piccolo centro abitato di Rastellino, in zona di campi coltivati e accanto al camposanto. 
L'orientamento è a ovest. Il prospetto principale ha un sagrato antistante pavimentato in porfido e si presenta con tipico aspetto neoclassico. Ai lati due lesene culminanti con capitelli ionici che reggono l'ampio frontone triangolare. Il portale è architravatao ed è sormontato, nella parte mediana della facciata, da una grande finestra rettangolare. La torre campanaria si trova in posizione avanzata, di lato alla chiesa, sulla sua sinistra.

### Interno
La navata interna è unica e ampliata da cappelle laterali e vi si accede attraverso la bussola in legno posta all'ingresso. La cappella minore ospita la statua che raffigura la Vergine e la cappella maggiore ospita il fonte battesimale e la statua con il Cristo in croce. 
L'arco santo permette l'accesso alla zona presbiteriale. L'abside internamente ha pianta semicircolare e la volta absidale è affrescata.